# Ghoti Budruk
Ghoti Budruk es una ciudad censal situada en el distrito de Nashik en el estado de Maharashtra (India). Su población es de 24838 habitantes (2011). Se encuentra a orillas del río Darna, a 38 km de Nashik.

## Demografía
Según el censo de 2011 la población de Ghoti Budruk era de 24838 habitantes, de los cuales 12785 eran hombres y 12053 eran mujeres. Ghoti Budruk tiene una tasa media de alfabetización del 86,05%, superior a la media estatal del 82,34%: la alfabetización masculina es del 92,05%, y la alfabetización femenina del 79,84%.